# Juan Manuel Olivares (músico)
Juan Manuel Hermenegildo de la Luz Olivares (12 de abril de 1760, Caracas, Venezuela - 1 de marzo de 1797, El Valle, Caracas, Venezuela) fue un compositor y músico venezolano de tiempos de la Colonia.
De niño fue estudiante de Ambrosio Carreño. En 1784 comienza a dar clases de música en Caracas a la vez que compone, y ese mismo año Padre Sojo le encomienda la dirección de la Academia del Oratorio de San Felipe de Neri y el cargo de organista del templo de esa academia, la actual Basílica de Santa Teresa. Es la famosa "Escuela de Chacao".
El 11 de mayo de 1789, contrajo nupcias en Caracas con Sebastiana Velásquez, en la Iglesia de San Pablo Ermitaño (que se encontraba donde ahora existe el Teatro Municipal). El Padre Sojo fue quien les casó.
En 1797, habiendo llevado una destacada carrera como compositor, falleció.

## Obras
Entre sus obras se destacan: Lamentación de Viernes Santo para solo de tenor, una Salve Regina a tres voces y orquesta, un Dúo de Violines, Stabat Mater, y una colaboración que lleva el título de Salmo Primero para las Vísperas de Nuestra Señora de la Merced. También se le atribuye un famoso Magnificat con Fuga al final.
De éstas, el Dúo de Violines es la única obra de la música de cámara colonial venezolana que se conserva entera.